# Круз, Александр Иванович
Александр Иванович фон Круз (Крюйс; 26 октября (6 ноября) 1731 — 5 (16) мая 1799) — русский адмирал датского происхождения, кавалер ордена Св. Андрея Первозванного.

## Биография
Родился в Москве 26 октября (6 ноября) 1731 года. Отец его был родом датчанин (дат. Ywan wan Kruse); с именем Ивана Егоровича фон Круза он принят был в русский флот унтер-лейтенантом в 1723 году; скончался в чине капитан-командора в 1764 году. Родство этих Крузов с адмиралом Корнилием Крюйсом, предполагаемое некоторыми историками, не доказано.
Джеймс Кеннеди, впоследствии известный адмирал, был восприемником Александра Круза, он воспитывал его, брал с собой в плавания, а затем и усыновил его. В 1747 году Александр фон Круз экзаменовался в комиссии, но из-за плохого знания русского языка его соглашались принять на русскую службу лишь гардемарином. Тогда Кеннеди отправил его на свой счёт в Англию, где тот много плавал и в 1753 году, по новому экзамену, был принят на русскую морскую службу с чином унтер-лейтенанта «по контракту на 2 года».
В 1754—1758 годах был в компаниях по Балтийскому и Северному морям. В 1758 году произведён был в лейтенанты и командовал придворными яхтами. Во время Кольбергской экспедиции (в 1760—1761 гг.) был ранен.
В 1769 году принял участие в Первой Архипелагской экспедиции, командуя кораблём «Евстафий Плакида», перешёл в эскадру адмирала Спиридова в Средиземное море, 24 июня 1770 года участвовал в Хиосском сражении и во время самого жаркого боя сцепился на абордаж с турецким флагманским кораблём «Бурдж-у-Зафер», который загорелся от выстрелов русских. Скоро оба корабля взлетели на воздух, и из бывших на том и другом спаслись очень немногие; сам адмирал Спиридов и его штаб раньше съехали с горевшего корабля в шлюпке, а А. И. Круз полетел с обломками корабля в воду, но был спасён подошедшей шлюпкой. Когда он, плавая, держась за обломок мачты, очутился близ шлюпки, принадлежавшей его же кораблю, то вместо руки помощи с неё, получил он удар веслом по голове: матросы, доведённые до озлобления чрезвычайной строгостью и даже жестокостью Круза, не хотели принять его в шлюпку; лишь один из них вступился за своего капитана и вытащил его из воды; Круз обещал матросам не помнить их поступка, и действительно, после этого он совершенно переменил своё обращение с подчинёнными и в течение всей дальнейшей жизни заслужил их общую любовь и уважение. За это сражение он получил орден Св. Георгия 4-й степени: «за храбрость и мужество, оказанное во время сражения 24 июня 1770 года и за сожжение главного неприятельского корабля».
После победы в Чесменском сражении Круз получил в своё командование захваченный у турок линейный корабль «Родос»; 31 октября на траверзе мыса Матапан корабль попал в сильный пятидневный шторм, ввиду больших повреждений и крайнего изнурения команды был вынужден пристать к берегу. Однако там он подвергся нападению местных жителей, никакого укрытия и пищи морякам предоставлено не было. После этого корабль был 7 ноября сожжён матросами, вся команда на шлюпках переправилась на остров Цериго, где была подобрана эскадрой. В этой истории погибло и умерло 2 офицера и 21 нижний чин из состава экипажа.
В 1773 году был назначен командиром корабля «Св. Андрей Первозванный», а потом ему был поручен отряд, состоявший из фрегата «Св. Марк», 2-х пакетботов и 1 галеота — это была так называемая «особая комиссия», снаряжённая в город Любек за принцессой Вильгельминой — невестой, а затем первой супругой великого князя Павла Петровича.
В 1775 году командовал отрядом из двух кораблей в Финском заливе. В 1776 году произведён в капитаны бригадирского ранга. В это время были сформированы 2 дивизии, подразделявшиеся каждая на 4 эскадры — но это было лишь подразделение чисто береговое, ибо в плавании суда в эскадрах менялись довольно произвольно. Круз был назначен вновь командиром корабля «Андрей Первозванный» и 2-й эскадры первой дивизии, состоявшей из 4 кораблей, 1 фрегата и 1 пакетбота.
В 1777 году назначен помощником к контр-адмиралу Федоту Клокачёву, командовавшему заводимым на Азовском и Чёрном морях флотом. В 1778 году, крейсируя с Азовской флотилией по Чёрному морю, Круз не допустил высадки турок в Крым.
Был произведён 1 января 1779 года в капитаны генерал-майорского ранга, 14 января переименован в контр-адмиралы, а в феврале по прошению переведён в Санкт-Петербург. В 1780 и 1782 годах командовал эскадрами в Северном море с целью соблюдения вооружённого нейтралитета. В 1783 году произведён в вице-адмиралы. В 1785 году командовал практической эскадрой в Балтийском море и пожалован орденом Св. Анны 1-й степени. В 1789 году командовал частью гребной флотилии до принятия над ней главного начальства вице-адмиралом принцем Нассау-Зигеном.
В 1790 году командовал поспешно вооружённой и очень мало обученной эскадрой, состоявшей из 17 кораблей и 8 фрегатов. При отправлении вице-адмирала Круза в этот поход, Императрица ободряла его и прямо просила его не подпускать шведский флот к Кронштадту; Круз отвечал, что неприятель не пройдёт иначе, как разве по щепам его кораблей. У Красной Горки он встретил 23 мая шведскую эскадру герцога Карла Сёдерманландского, состоявшую из 21 корабля, 8 фрегатов, с 2000 пушками — у Круза было всего 1400 пушек. Произошло так называемое Красногорское сражение. Оно началось в 4 часа утра, происходило в разных местах и, наконец, в 8 часов вечера шведы отступили. Императрица щедро наградила всех участников боя. Круз получил орден Св. Александра Невского, императрица пожаловала ему ещё богатую золотую табакерку, украшенную алмазами, с надписью: «Громами отражая гром, он спас Петровы град и дом».

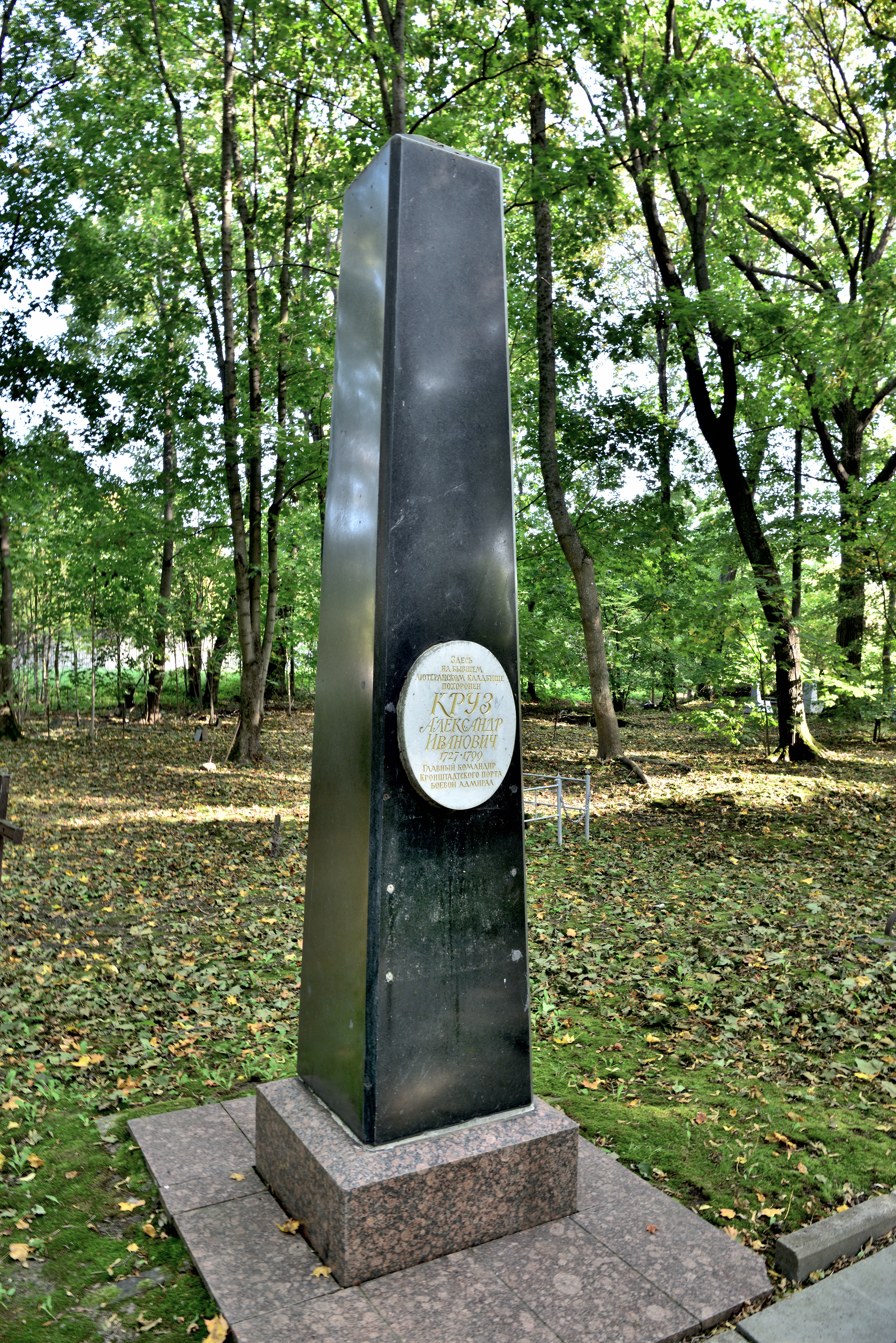
Восстановленный памятник адмиралу Крузу на Кронштадтском лютеранском кладбище

Участвовал в Выборгском сражении, имея флаг на корабле «Князь Владимир»; 6 июля был произведён в адмиралы и награждён орденом Св. Георгия 2-го класса 
Во уважение на усердную службу, искусства в деле, отличной его храбрости и мужественных подвигов оказанных им, как в сражении с неприятелем во время когда он в последних числах мая месяца 1790 года быв им атакован в превосходных силах в троекратном бое, отразил его, принудил к отступлению и главнейше способствовал к загнанию его в Выборгской залив, положил тем основание к победе 22-го июня над ним одержанной, так и в самый тот день при погоне за неприятелем и поражении его.
При заключении мира со Швецией, 8 сентября получил шпагу, украшенную алмазами, и аренду в Лифляндии, утверждённую за ним в вечное и потомственное владение.
Летом 1793 года командовал эскадрой (9 линейных кораблей и 3 фрегата) в составе флота Чичагова, отправившегося 30 июня из Ревеля к берегам Британии для участия совместно с британским флотом в блокаде побережья революционной Франции. Когда флот стал на якорь у острова Мэн, 13 июля Круз со своей эскадрой отправился в Северное море для участия в блокаде. Примерно через две недели, узнав, что флот Чичагова возвращается в Россию, направил эскадру на соединение с ним; 14 августа эскадра соединилась с остальным флотом у острова Борнхольм; 20 августа флот вернулся в Ревель.
Был пожалован 5 января 1797 года орденом Св. Андрея Первозванного и летом командовал дивизией красного флага, когда Павел I лично командовал флотом; адмирал находился на 100-пушечном корабле «Св. Николай», на котором для него был устроен специальный трап, так как адмирал сильно страдал ногами. В 1798 году командовал эскадрой в 15 кораблей и 10 других судов и содержал крейсерство по всему Балтийскому морю, дабы не допускать в него никаких военных судов — во исполнение договора о вооружённом нейтралитете. Это был последний поход адмирала фон Круза.
Умер 5 (16) мая 1799 года. Похоронен на лютеранском кладбище в Кронштадте. На его могиле поставлен памятник: ростральная мраморная колонна дорического ордера, с той же надписью, что была и на табакерке, пожалованной ему императрицей Екатериной Великой.

## Память
В честь А. И. Круза назван мыс (мыс Круза, Тихий океан, побережье Северной Америки, архипелаг Александра, 57°20' с.ш., 135°50' з.д.).
Имя Круза первоначально носил Сахалинский залив (название в честь А. И. Круза было присвоено заливу в 1805 году И. Ф. Крузенштерном).
В честь А. И. Круза назван остров Круза [Тлих] (Тихий океан, побережье Северной Америки, архипелаг Александра, 57°10′ с.ш., 135°45′ з.д., название присвоено в 1805 году Ю. Ф. Лисянским).

## Семья
Жена — Мария Александровна Варлант, овдовев, 10 июля 1804 года вышла замуж за адмирала М. К. Макарова. Дети:
- Александр (? — 06.02.1802), капитан-командор (15.9.1801); умер бездетным
- Мария (24.08.1779—31.08.1817), замужем за контр-адмиралом К. А. Обернибесовым.
- Екатерина (?—1804)